# 超RIZIN.4 真夏の喧嘩祭り
超RIZIN.4 真夏の喧嘩祭り（スーパー・ライジン・フォー・まなつのけんかまつり）は、日本の総合格闘技団体「RIZIN」の大会の一つ。
2025年7月27日に埼玉県さいたま市さいたまスーパーアリーナ（スタジアムモード）で開催された。

## 概要
超RIZINシリーズの第4回大会。今大会は、RIZIN二度目となる、さいたまスーパーアリーナスタジアムバージョンで開催された。
メインイベントでは、RIZIN.28以来4年越しの再戦となるクレベル・コイケと朝倉未来が対戦、朝倉が判定2-1で勝利し、リベンジに成功した。。王者井上直樹と挑戦者福田龍彌によるRIZINバンタム級タイトルマッチは、井上がフルマークで判定勝ちを収め、2度目の王座防衛に成功した。また、元RIZINフライ級王者堀口恭司の王座返上に伴う次期フライ級王座決定戦を兼ねたRIZIN WORLD GP 2025 フライ級トーナメントの1回戦、RIZIN男祭りより行われているRIZIN WORLD GP 2025 ヘビー級トーナメントの準決勝も行われた。なお、フライ級トーナメントは従来のトーナメント方式ではなく試合後に行われる投票結果で準決勝進出者が決定される。

## 対戦カード

### 喧嘩三番勝負
第1試合 MMAルール 62.0kg契約ワンマッチ 5分3R
×  大雅 vs.  栗秋祥梧 ○
3R終了 判定0-3
第2試合 MMAルール 120.0kg契約ワンマッチ 5分3R
○  貴賢神 vs.  稲田将 ×
2R 2:28 TKO（グラウンドでの肘）
第3試合 MMAルール 68.0kg契約ワンマッチ 5分3R
○  芦田崇宏 vs.  直樹 ×
3R終了 判定3-0

### 本戦
第1試合 MMAルール 57.0kg契約 5分3R
RIZIN WORLD GP 2025 フライ級トーナメント 1回戦
○  元谷友貴 vs.  ヒロヤ ×
3R終了 判定3-0
※元谷がトーナメント準決勝進出権を獲得。
第2試合 MMAルール 57.0kg契約 5分3R
RIZIN WORLD GP 2025 フライ級トーナメント 1回戦
×  ホセ・トーレス vs.  扇久保博正 ○
3R終了 判定0-3
※扇久保がトーナメント準決勝進出権を獲得。
第3試合 MMAルール 57.0kg契約 5分3R
RIZIN WORLD GP 2025 フライ級トーナメント 1回戦
○   伊藤裕樹 vs.  エンカジムーロ・ズールー ×
3R終了 判定3-0
※伊藤がトーナメント準決勝進出権を獲得。
第4試合 MMAルール 57.0kg契約 5分3R
RIZIN WORLD GP 2025 フライ級トーナメント 1回戦
○  アリベク・ガジャマトフ vs.  征矢貴 ×
3R 2:39 TKO（左フック→パウンド）
※ガジャマトフがトーナメント準決勝進出権を獲得。
第5試合 MMAルール 57.0kg契約 5分3R
RIZIN WORLD GP 2025 フライ級トーナメント 1回戦
○  神龍誠 vs.  山本アーセン ×
1R 2:55 ギロチンチョーク
※神龍がトーナメント準決勝進出権を獲得。
第6試合 MMAルール 120.0kg契約 5分3R
RIZIN WORLD GP 2025 ヘビー級トーナメント 準決勝
×  ジョゼ・アウグスト vs.  マレク・サモチュク ○
3R終了 判定0-3
※サモチュクがトーナメント決勝進出。
第7試合 MMAルール 120.0kg契約 5分3R
RIZIN WORLD GP 2025 ヘビー級トーナメント 準決勝
×  上田幹雄 vs.  アレクサンダー・ソルダトキン ○
2R 3:05 TKO（パウンド）
※ソルダトキンがトーナメント決勝進出。
第8試合 MMAルール 49.0kg契約ワンマッチ 5分3R
○  須田萌里 vs.  NOEL ×
2R 3:02 腕ひしぎ十字固め
第9試合 MMAルール 61.0kg契約ワンマッチ 5分3R
×  ヤン・ジヨン  vs.  安藤達也 ○
2R 3:52 リアネイキッドチョーク
第10試合 MMAルール 52.0kg契約ワンマッチ 5分3R 
○  伊澤星花 vs.  シン・ユジン ×
1R 2:24 肩固め
※シン・ユジンが前日計量で契約体重を0.85kgオーバーしたため、伊澤が勝った場合のみ公式記録として裁定され、シン・ユジンにレッドカードによる減点（減点50）のペナルティが与えられた状態で試合が行われた。
第11試合 MMAルール 61.0kg契約 5分3R
RIZINバンタム級タイトルマッチ
○  井上直樹 vs.  福田龍彌 ×
3R終了 判定3-0
※井上が2度目の王座防衛に成功。
第12試合 MMAルール 68.0kg契約ワンマッチ 5分3R
○  秋元強真 vs.  赤田功輝 ×
1R 2:57 リアネイキッドチョーク
第13試合 MMAルール 66.0kg契約ワンマッチ 5分3R
×  金原正徳 vs.  YA-MAN ○
3R 2:51 TKO（パウンド）
第14試合 MMAルール 71.0kg契約ワンマッチ 5分3R
×  パトリッキー・ピットブル vs.  野村駿太 ○
3R終了 判定0-3
第15試合 MMAルール 66.0kg契約ワンマッチ 5分3R
×  クレベル・コイケ vs.  朝倉未来 ○
3R終了 判定1-2

### カード変更
カード変更は以下の通り。
- ラジャブアリ・シェイドゥラエフ→RIZINフェザー級タイトルマッチとして参戦する予定だったが、挑戦者の調整がつかなかったため試合中止。
- カルシャガ・ダウトベック vs. 秋元強真→ダウトベックが椎間板ヘルニアを発症したため、赤田功輝が代役出場。

## ヘビー級トーナメント 組み合わせ表
|  | 1回戦 RIZIN男祭り RIZIN LANDMARK 11 | 1回戦 RIZIN男祭り RIZIN LANDMARK 11 |                    |         | 準決勝 超RIZIN.4 真夏の喧嘩祭り | 準決勝 超RIZIN.4 真夏の喧嘩祭り |  |  | 決勝 RIZIN.51 | 決勝 RIZIN.51 |
|  |                                     |                                     |                    |         |                                 |                                 |  |  |               |               |
|  |                                     |                                     |                    |         |                                 |                                 |  |  |               |               |
|  |                                     |                                     |                    |         |                                 |                                 |  |  |               |               |
|  | マレク・サモチュク                  | 3R終了                              |                    |         |                                 |                                 |  |  |               |               |
|  | マレク・サモチュク                  | 3R終了                              |                    |         |                                 |                                 |  |  |               |               |
|  | ダニエル・ジェームス                | 判定3-0                             |                    |         |                                 |                                 |  |  |               |               |
|  | ダニエル・ジェームス                | 判定3-0                             | マレク・サモチュク | 3R終了  |                                 |                                 |  |  |               |               |
|  |                                     |                                     | マレク・サモチュク | 3R終了  |                                 |                                 |  |  |               |               |
|  |                                     | ジョゼ・アウグスト                  | 判定3-0            |         |                                 |                                 |  |  |               |               |
|  | スダリオ剛                          | ジョゼ・アウグスト                  | 判定3-0            | 3R終了  |                                 |                                 |  |  |               |               |
|  | スダリオ剛                          |                                     |                    | 3R終了  |                                 |                                 |  |  |               |               |
|  | ジョゼ・アウグスト                  | 判定3-0                             |                    |         |                                 |                                 |  |  |               |               |
|  | ジョゼ・アウグスト                  | 判定3-0                             |                    |         |                                 |                                 |  |  |               |               |
|  |                                     |                                     |                    |         |                                 |                                 |  |  |               |               |
|  |                                     |                                     |                    |         |                                 |                                 |  |  |               |               |
|  | 上田幹雄                            | 1R 1:03                             |                    |         |                                 |                                 |  |  |               |               |
|  | 上田幹雄                            | 1R 1:03                             |                    |         |                                 |                                 |  |  |               |               |
|  | シビサイ頌真                        | KO                                  |                    |         |                                 |                                 |  |  |               |               |
|  | シビサイ頌真                        | KO                                  | 上田幹雄           | 2R 3:05 |                                 |                                 |  |  |               |               |
|  |                                     |                                     | 上田幹雄           | 2R 3:05 |                                 |                                 |  |  |               |               |
|  |                                     | アレクサンダー・ソルダトキン        | TKO                |         |                                 |                                 |  |  |               |               |
|  | プリンス・アウンアラー              | アレクサンダー・ソルダトキン        | TKO                | 3R終了  |                                 |                                 |  |  |               |               |
|  | プリンス・アウンアラー              |                                     |                    | 3R終了  |                                 |                                 |  |  |               |               |
|  | アレクサンダー・ソルダトキン        | 判定3-0                             |                    |         |                                 |                                 |  |  |               |               |
|  | アレクサンダー・ソルダトキン        | 判定3-0                             |                    |         |                                 |                                 |  |  |               |               |